# Соломоников, Иван Михайлович
Иван Михайлович Соломоников (1918—1944) — стрелок 255-го стрелкового полка 123-й стрелковой дивизии 7-й армии Северо-Западного фронта, красноармеец. Герой Советского Союза.

## Биография
Родился 20 февраля 1918 года в деревне Требухи, ныне Калиновая Могилёвского района Могилёвской области Белоруссии, в крестьянской семье. Белорус. Член ВКП(б) с 1941 года. Окончил 10 классов. Работал в колхозе, затем строителем в городе Могилёве.
В Красной Армии с 1938 года. Участник советско-финской войны 1939—1940 годов.
Стрелок 255-го стрелкового полка красноармеец Иван Соломоников отличился в ночь на 22 декабря 1939 года. В составе взвода он принимал участие в атаке, первым достиг вражеских окопов, забросал их гранатами, уничтожив несколько солдат противника. Заметив, что ранен командир его взвода, воин оказал офицеру первую медицинскую помощь.
Указом Президиума Верховного Совета СССР от 15 января 1940 года «за образцовое выполнение боевых заданий командования на фронте борьбы с финской белогвардейщиной и проявленные при этом отвагу и геройство» красноармейцу Соломоникову Ивану Михайловичу присвоено звание Героя Советского Союза с вручением ордена Ленина и медали «Золотая Звезда».
На фронте в Великую Отечественную войну с июня 1941 года. В 1942 году И. М. Соломоников окончил артиллерийское училище и курсы командиров дивизионов при Военной академии имени Ф. Э. Дзержинского.
Командир 255-го Одесского отдельного зенитно-артиллерийского полка Герой Советского Союза майор Соломоников И. М. пропал без вести 24 октября 1944 в районе города Ньиредьхаза.
Награждён также орденом Красной Звезды за «исключительное мужество, храбрость и отвагу» во время боёв 1944 года.
Именем Героя названа улица в его родной деревне.